# Fiesta del Niño Occe
La fiesta del Niño Occe o celebración de los Reyes Magos, es una celebración religiosa típica del departamento de Huancavelica y se lleva a cabo durante los día 4 al 8 de enero.Esta consiste en la escenificación de la adoración de los Reyes Magos que llegan a adorar al niño Jesús que ha nacido en Belén.
Desde el 2014, el Ministerio Cultura, a través de la Resolución Viceministerial 021-14-VMPCIC-MC rubricada por el viceministro de Patrimonio Cultural e Industrias Culturales, declaró la fiesta del niño de Occe y la Escenificación del Auto Sacramental de la Adoración de los Reyes Magos como Patrimonio Cultural de la Nación.

## Historia
El origen de la fiesta del Niño Occe, aunque no tiene fecha exacta, ya el etnógrafo huancavelicano Sergio Quijada Jara, en su libro Estampas huancavelicanas, afirma que en 1980 se realizaba esta celebración. Por otro lado, se puede leer que esta festividad religiosa ya se realizaba a finales del siglo XIX por promoción y patrocinio de un sacerdote apellidado Gálvez.
Si bien la celebración se lleva a cabo desde el 4 al 8 de enero, los preparativos se realizan 10 días antes, siendo el día más importante el 6 de enero.
La diferentes actividades que se realizan durante la celebración de la fiesta religiosa están organizadas por diferentes personas, entre ellas encontramos a los llamados mayordomos, personas de la comunidad que han sido elegidos un año antes para encargarse de la comida, el vestuario y la contratación de músicos para las novenas y procesiones; además, deben ejecutar una serie de tareas destinadas a promover la participación, siguiendo el antiguo sistema andino del ayni, para generar los compromisos de apoyo de los vecinos. Igualmente están los autores, quienes se encargan del vestuario y del agasajo. Entre otros cargos están los alberos, encargados de los cohetes y camaretazos que anuncian distintos momentos de la fiesta y los troneros, quienes son los responsables del arreglo del anda o trono del Niño Occe, que se utilizará para las procesiones, novenas y para el día central.

### Festividades del 4 al 8 de enero
La Fiesta del Niño Occe inicia el 4 de enero en la tarde, empieza con el recibimiento de la banda de músicos y una orquesta acompañados con el reventar de los cohetes a cargo de los alberos; después de la misa de la novena, los mayordomos acompañados de la banda de músicos visitan a los a los alberos y al tronero en sus viviendas, realizando el yuyachico, para recordarles sus responsabilidades ante la fiesta religiosa del día siguiente.
Al amanecer del 5 de enero, en la Plaza Bolognesi, se recibe entre camaretazos y cohetes a la comparsa de pastores que se acercarán bailando hasta el atrio de la iglesia para saludar al Niño Occe. En la tradición huancavelicana, las pastoras y pastores, también conocidos con el nombre de tana tanas, recuerdan a los patrones españoles portadores de la religión cristiana, dueños de casonas, minas y haciendas. 
El 6 de enero, es el día central de la celebración, se inaugura con una misa en la iglesia de San Francisco de Asís donde participa masivamente la comunidad de Huancavelica. En la celebración eucarística se realiza el llamado auto sacramental, o representación en vivo de los Reyes Magos, quienes recitando alabanzas para el Niño Dios vienen a visitarlo. Una vez terminada la ceremonia religiosa, los reyes magos realizan una procesión por las diferentes plazas e iglesias hasta llegar a la plaza Santo Domingo, donde harán la tradicional adoración al Niño de Occe.
El día 7 de enero, después de culminada la misa se elegirán a lo nuevos responsables de la fiesta que se hará al año siguiente. El 8 de enero, terminan las celebraciones con el llamado wasicay o visita a los colaboradores que hicieron posible la festividad.